# Wapens van subnationale entiteiten
Hieronder is een overzicht van (lijsten van) wapens van subnationale entiteiten. In veel landen hebben de provincies, regio's, deelstaten, departementen en dergelijke een eigen wapen, embleem of zegel.
- Argentinië: Lijst van wapens van Argentijnse deelgebieden
- België: Lijst van wapens van Belgische deelgebieden
- Brazilië: Lijst van wapens van Braziliaanse deelgebieden
- Canada: Lijst van wapens van Canadese deelgebieden
- Colombia: Lijst van wapens van Colombiaanse deelgebieden
- Duitsland: Lijst van wapens van Duitse deelgebieden
- Estland: Lijst van wapens van Estische deelgebieden
- Frankrijk: Lijst van wapens van Franse deelgebieden
- Guatemala: Lijst van wapens van Guatemalteekse deelgebieden
- Italië: Lijst van wapens van Italiaanse deelgebieden
- Kroatië: Lijst van wapens van Kroatische deelgebieden
- Liechtenstein: Lijst van wapens van Liechtensteinse gemeenten
- Litouwen: Lijst van wapens van Litouwse deelgebieden
- Mexico: Lijst van wapens van Mexicaanse deelgebieden
- Nederland: Lijst van wapens van Nederlandse deelgebieden
- Noorwegen: Lijst van wapens van Noorse deelgebieden
- Oekraïne: Lijst van wapens van Oekraïense deelgebieden
- Polen: Lijst van wapens van Poolse deelgebieden
- Roemenië: Lijst van wapens van Roemeense deelgebieden
- Rusland: Lijst van wapens van Russische deelgebieden
- Spanje: Lijst van wapens van Spaanse deelgebieden
- Thailand: Lijst van zegels van Thaise deelgebieden
- Uruguay: Lijst van wapens van Uruguayaanse deelgebieden
- Verenigd Koninkrijk: Lijst van wapens van het Verenigd Koninkrijk
- Verenigde Staten: Lijst van zegels van Amerikaanse deelgebieden
- Wit-Rusland: Lijst van wapens van Wit-Russische deelgebieden

## Historisch
- Joegoslavië: Lijst van wapens van Joegoslavische deelgebieden